# سیارک ۲۰۱۲۰
سیارک ۲۰۱۲۰ (به انگلیسی: 20120 Ryugatake، نامگذاری:1995WB5) بیست هزار و صد و بیستمین سیارک کشف شده‌است که در ۲۴ نوامبر ۱۹۹۵ کشف شد.
قدر مطلق سیارک برابر ۱۷٫۸ است.